# Палльхубер, Вильфрид
Ви́льфрид Палльху́бер (нем. Wilfried Pallhuber; род. 4 августа 1967, Разун-Антерсельва, Трентино-Альто-Адидже)— итальянский биатлонист, пятикратный чемпион мира, бронзовый призёр чемпионата мира 1997 года в эстафете, двукратный чемпион мира по летнему биатлону. Участник 5 зимних Олимпиад (1992, 1994, 1998, 2002, 2006). Завершил карьеру после сезона 2006/2007 годов.